# گوادالاخارا، خالیسکو
گوادالاخارا (Guadalajara) با یک و نیم میلیون نفر جمعیت، مرکز و بزرگترین شهر ایالت خالیسکو در باختر مکزیک است. مجموعه کلان‌شهری گوادالاخارا شهرداری‌های زاپوپان، تلاکپاک، توناتا، تلاخومولکو و ایشتلاهوآکان را نیز در بر می‌گیرد که جمعاً ۴٬۴ میلیون نفر را شامل می‌شود. این مجموعه کلان‌شهری دومین کلان‌شهر مکزیک و دهمین کلان‌شهر بزرگ در آمریکای لاتین است.
اقتصاد این شهر بر پایه بخش صنعت، به ویژه فناوری اطلاعات می‌باشد. شرکت‌های بین‌المللی متعددی در این کلان‌شهر فعال بوده و کارخانه‌های تولیدی دائر کرده‌اند. همچنین، صنایع مرتبط با کفش، نساجی، و مواد غذایی بخش مهمی از اقتصاد این شهر را تشکیل می‌دهند.

## پیشینه
گوادالاخارا دومین مستعمره‌نشین قدیمی در مکزیک است و در سال‌های آغازین خود تاریخ پرتلاطمی دارد. نونیو دگوزمان بنیان‌گذار این شهر فردی بی‌رحم و خشن بود و به خاطر شورش سرخ‌پوستان منطقه، شهر گوادالاخارا نیز به ناچار چندین بار تغییر مکان داد. شهر گوادالاخارا در مکان کنونی‌اش توسط کریستوبال دِ اونیاته که این شهر را در مکان‌های پیشین هم بنیاد کرده بود بنیاد شده‌است.
در سال ۱۵۶۰ میلادی (۹۳۹ خورشیدی) پاپ پل سوم اجازه داد تا در گوادالاخارا سلک اسقفان گالیسیای جدید بنیاد گذاری شود، در همین سال شنودگان پادشاهی که حدود ۵۰۰ اسپانیایی با بردگان خود که حدود ۵۰۰ سیاهپوست و ۲۲۰۰ خانواده سرخپوست بودند به این شهر منتقل شدند و گرداگرد کلیسای مرکزی خانه داده شدند .
در ۱۸ نوامبر سال ۱۷۹۱ میلادی (۲۷ آبان ۱۱۷۰ خورشیدی)، پایه و اساس دانشگاه گوادالاخارا در این شهر با همین نام، در پایتخت حکومت گالیسیای جدید گذاشته شد. گشایش این مرکز فرهنگی در ۳ نوامبر ۱۹۷۲ میلادی (۱۳ آبان ۱۱۷۱ خورشیدی) بود.
در زمان استقلال مکزیک شهر گودالاخارا یکی از مهم‌ترین مکان‌ها بود چون در این شهر بود که میگل ایدالگو اعلام لغو برده داری را در مکزیک کرد. گودالاخارا شاهد چندین نبرد در طول جنگ استقلال بود. پس از استقلال مکزیک و بنیاد گذاری ایالت خالیسکو شهر گوادالاخارا به پایتختی برگزیده شد.
این شهر در طول انقلاب مکزیک نقش مهمی بازی نکرد چون بیشتر فشارها روی پایتخت کشور مکزیکو سیتی بود. پس از انقلاب مکزیک این شهر شاهد نبردهای پراکنده در طول جنگ کریسترو که خونریزی‌های زیادی به جا گذاشت. پس این این جنگ‌ها این شهر به‌طور کلی در آرامش و صلح به سر می‌بورد و برای یک دوره طولانی رونق و توسعه به این شهر بازگشت.

## نام
گوادالاخارا در سال ۱۵۳۲ توسط اسپانیایی‌ها به رهبری نونیو د گوزمان بنیاد شد و نخست «اسپیریتو سانتو» (به معنی روح‌القدس) نامیده‌شد.
بنیانگذار اصلی این شهر "کریستوبال د اونیاته" (Cristobal de Oñate) نام این شهر را به افتخاره کشور گشای باختر مکزیک "نونیو بلتران د گوزمان" (Nuño Beltrán de Guzmán) که در گوادالاخارا، اسپانیا به دنیا آماده بود برگزید.
نام این شهر از واژهٔ عربی "وادی الحجارة" (وادی ال حجارا)، که برگردان آن به فارسی "درهٔ سنگ" است می‌آید، اگر چه برگردان سنتی آن "رودخانهٔ سنگ" ، "رودخانه‌ای که بین سنگ‌ها میرود" یا "درهٔ دژها" است.

## آب و هوا
ارتفاع گوادالاخارا از سطح دریا ۱۵۹۰ متر بوده، و دارای اقلیم نیمه‌گرمسیری مرطوب است. در گوادالاخارا زمستان معمولاً گرم و خشک بوده، و تابستان نیز بسیار گرم و شرجی است.
- میانگین بالاترین دما در سال ۲۷ سلسیوس (بالاترین دما ماه مه ۳۲ سلسیوس)
- میانگین پایین‌ترین دما در سال ۸ سلسیوس (پایین‌ترین دما ماه دسامبر ۲ سلسیوس)
- بارش در سال ۱٬۰۶۰ میلی‌متر (بالاترین بارش ماه ژوئیه ۲۵۰ میلی‌متر / پایین‌ترین بارش ماه مارس ۴ میلی‌متر)

## اقتصاد
گوادالاخارا سومین اقتصاد بزرگ و دارای زیرساخت‌های صنعتی در مکزیک به‌شمار می‌رود، پایه‌های اقتصادی آن قدرتمند و متنوع هستند، به‌طور عمده بر اساس تجارت و خدمات گردانده می‌شود، هر چند بخش تولید هم نقش مهمی در اقتصاد این شهر دارد.
بسیاری از رشد اقتصادی گوادالاخارا در دهٔ ۹۰ میلادی با سرمایه‌گذاری خارجی گره خورده است. با توجه به حضور نیروی کار نسبتاً ارزان اما تحصیل کرده و متخصص، شرکت‌های بین‌المللی سرمایه‌گذاری کلانی در این شهر کرده و کارخانه‌های تولیدی تأسیس کرده‌اند. بیشتر این کارخانه‌های تولیدی، علاوه بر عرضه محصولات خود در بازار داخلی مکزیک، بخش مهمی از تولیداتشان را به آمریکا صادر می‌کنند.
شرکت‌های بزرگی همچون جنرال الکتریک، آی‌بی‌ام، اینتل، هیتاچی، اچ‌پی، کونتیننتال آ گ، زیمنس و اوراکل با به کارگیری از قرارداد تجارت آزاد آمریکای شمالی خود را در این شهر یا حومه آن جا دادند، تا بتوانند مزایای این قرارداد را بکار بگیرند.

## فرهنگ و اجتماع

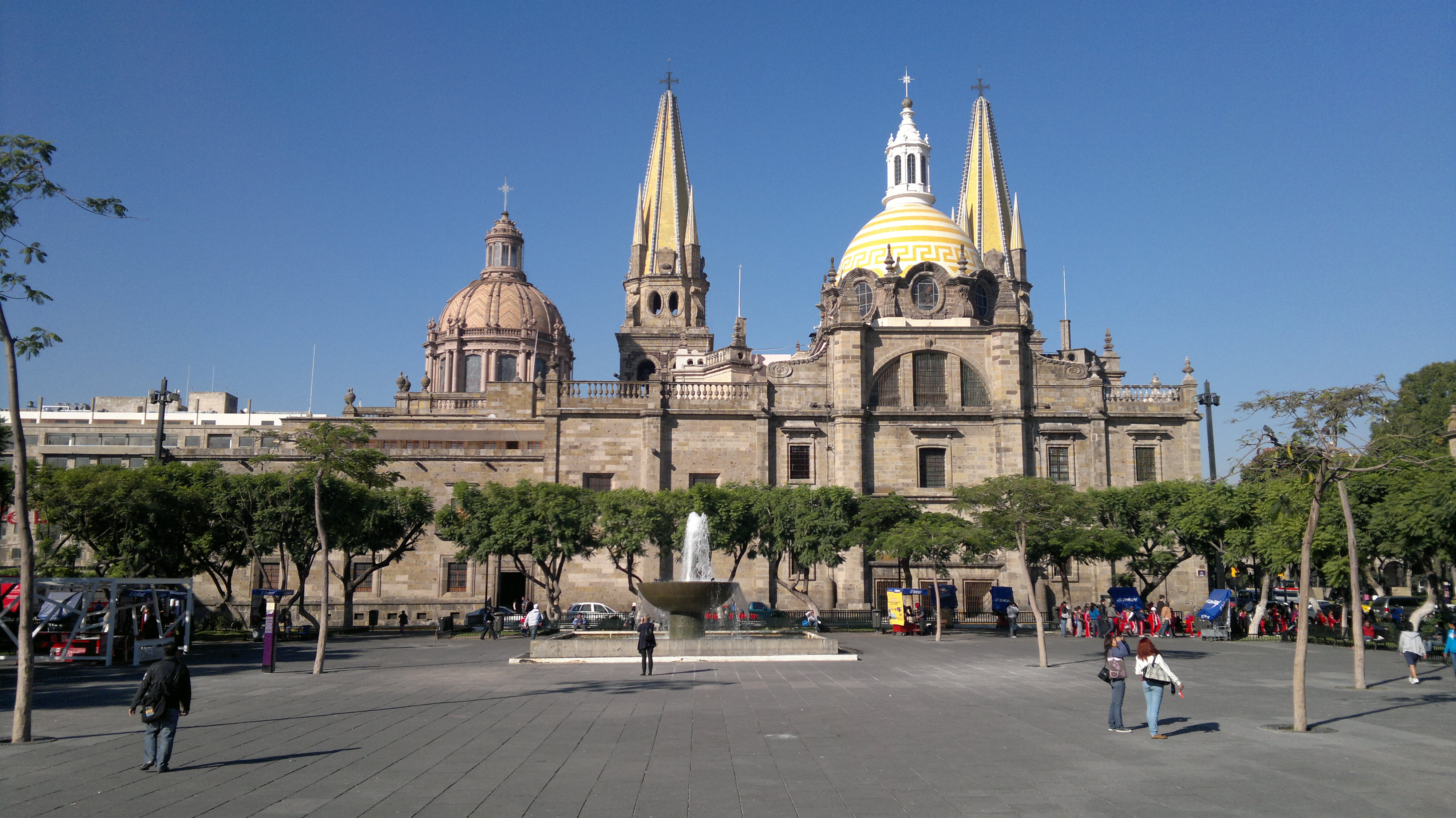
مرتبط

گوادلاخارا شهری نسبتاً مذهبی و سنتی به‌شمار می‌آید و با وجود جمعیت زیاد آن، هنوز حال و هوایی شهرستانی دارد. ۹۵ درصد از جمعیت آن کاتولیک هستند که میانگین بالاتری نسبت به مکزیکوسیتی، پایتخت مکزیک دارد.
خاستگاه رقص کلاه مکزیکی معروف به خارابه تاپاتیو که رقص ملی مکزیک به‌شمار می‌آید شهر گودلاخارا است. این شهر به عقیده بساری مرکز موسیقی ماریاچی به حساب می‌آید. همچنین این شهر با نام تکیلا که محصولی از این ایالت است گره خورده است. این شهر دارای یکی از محبوب‌ترین تیم‌های فوتبال مکزیک به نام چیواس د گوادالااخارا است. همچنین این شهر میزبان بازیهای پان آمریکایی در سال ۲۰۱۱ میلادی بود.
در زبان اسپانیایی اصطلاحاً به ساکنان شهر گوادالاخارا، «تاپاتیوس» گفته می‌شود.

## شهرهای خواهرخوانده
شهر گوادالاخارا ۴۲ شهر خواهرخوانده دارد
- الاخوالاا٬ کاستاریکا
- آلبوکرکی٬ آمریکا
- ارکیپا، پرو
- آتلانتا، آمریکا
- باتانگا، فیلیپین
- کاراکاس، ونزوئلا
- سبو، فیلیپین
- سبته، اسپانیا
- سیگالس، اسپانیا
- کلیولند، آمریکا
- کامپتون٬ آمریکا
- کوریتیبا، برزیل
- دائجونگ، کره جنوبی
- داگوپن، فیلیپین
- دونی، آمریکا
- دوارته٬ آمریکا
- فرانکفورت، آلمان
- گوادالاخارا، اسپانیا
- هاگاتنا، گوآم
- کانزاس‌سیتی، آمریکا
- کینگستون، جامائیکا
- کراکوف، لهستان
- کیوتو، ژاپن
- لنسینگ، آمریکا
- لیما، پرو
- مالابو، گینه استوایی
- مالاگا، اسپانیا
- میلان، ایتالیا
- نیچیستلان، مکزیک
- اونیاتی، اسپانیا
- پاناماسیتی، پاناما
- پورتلند، آمریکا
- سنت لوئیس، آمریکا
- سن پترزبورگ، روسیه
- سن‌آنتونیو، آمریکا
- سان خوزه (کاستاریکا)، کوستاریکا
- سان سالوادور، السالوادور
- سانتو دومینگو، جمهوری دومینیکن
- سبیا، اسپانیا
- تگوسیگالپا، هندوراس
- وروتسلاو، لهستان
- شیامن، چین

## نگارخانه

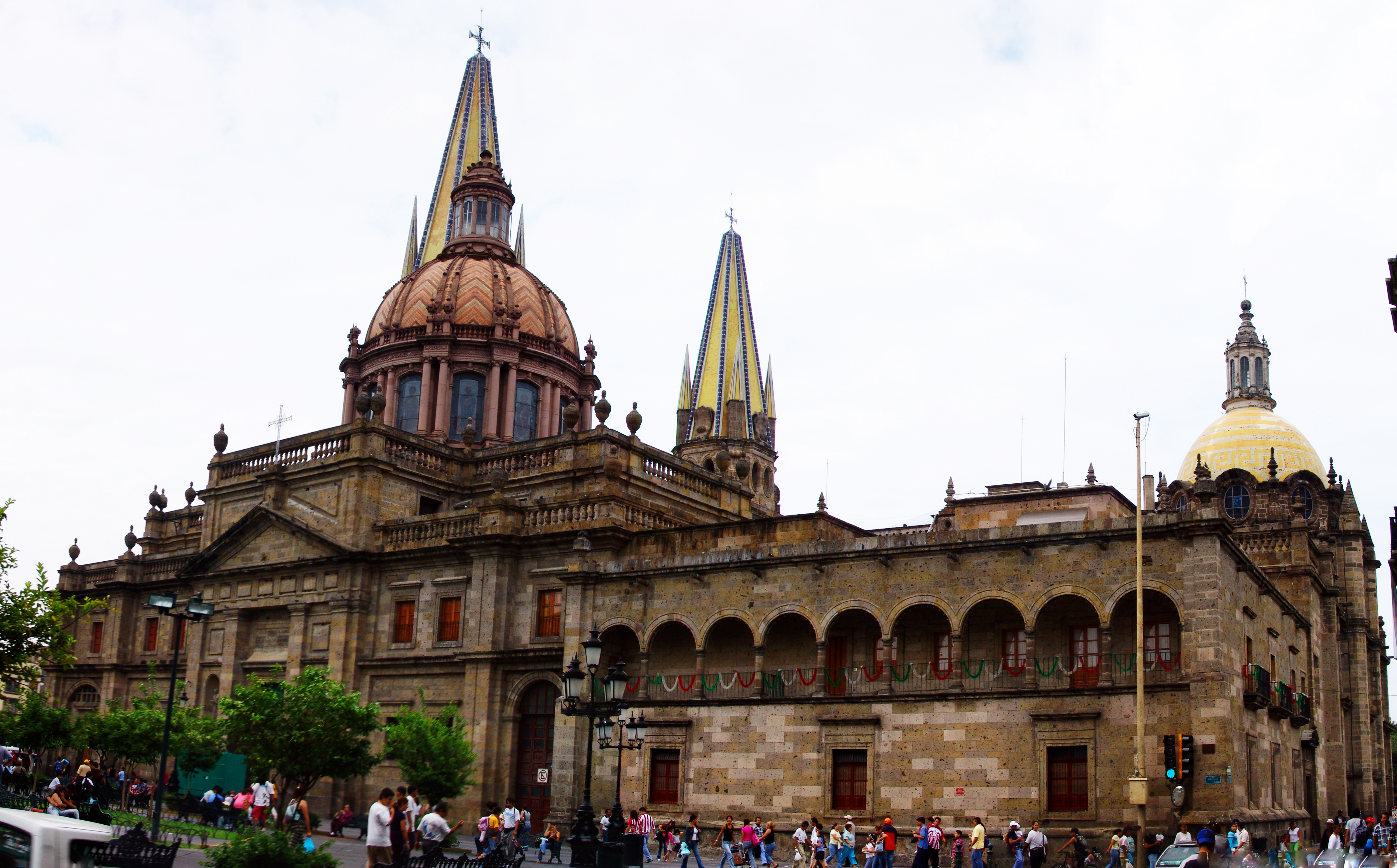
کلیسای مرکز شهر
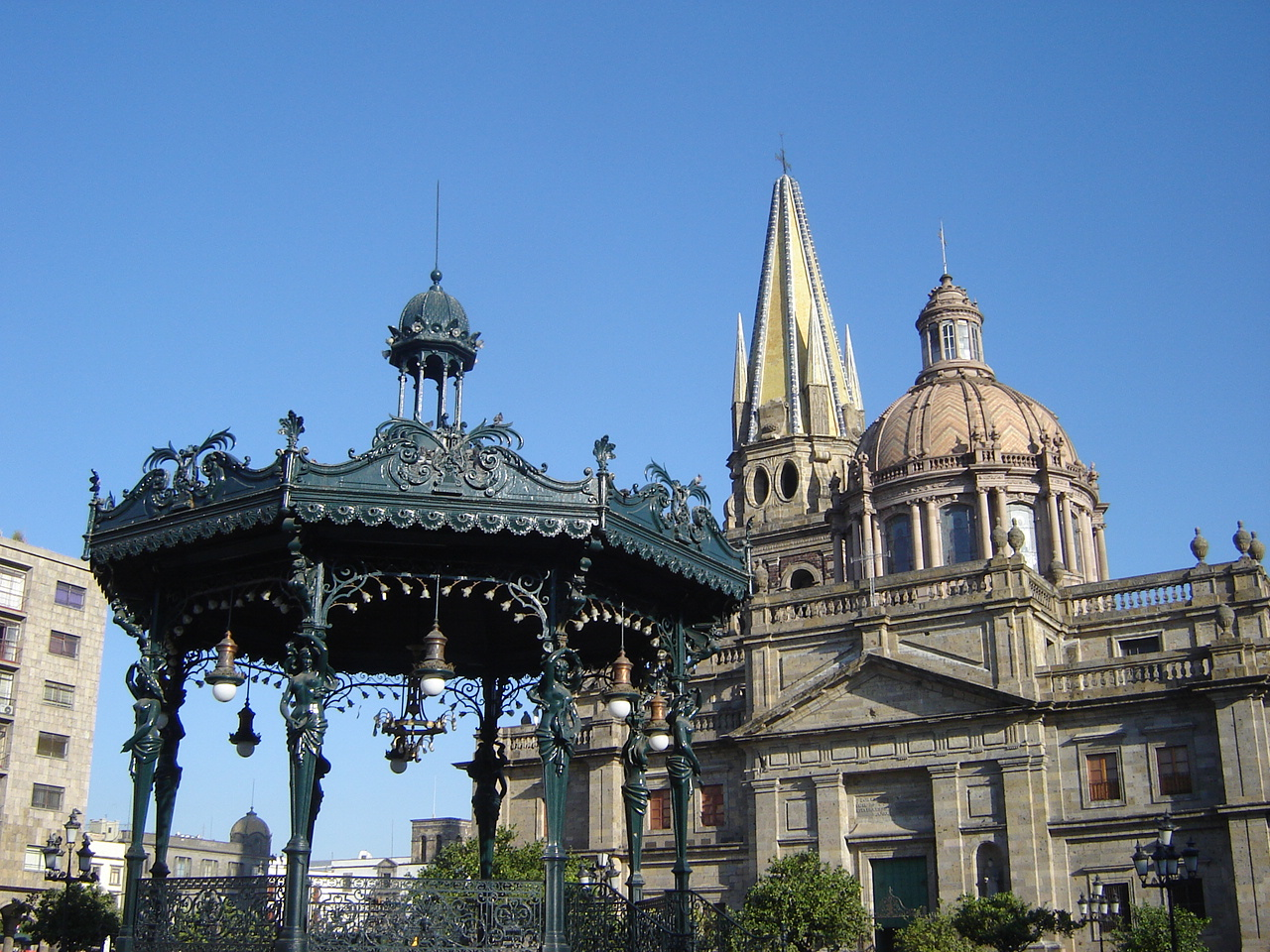
کلیسای مرکز شهر (۲)
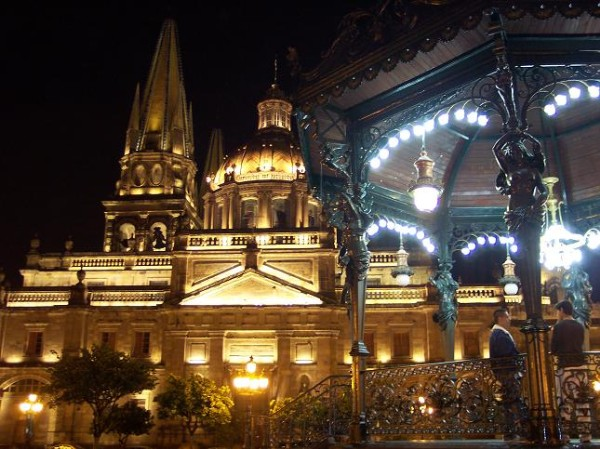
مرکز تاریخی شهر
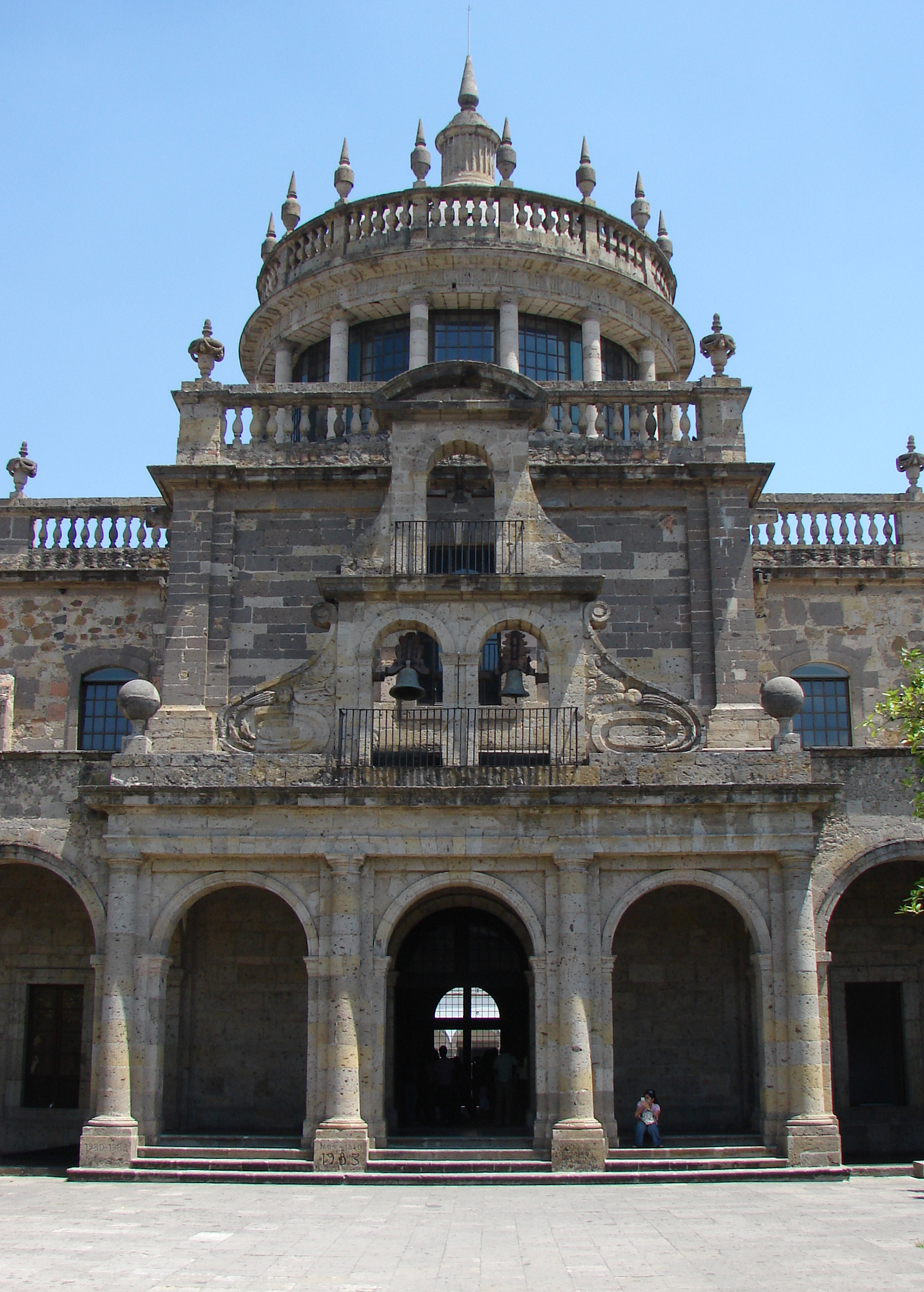
مرکز تاریخی شهر (۲)
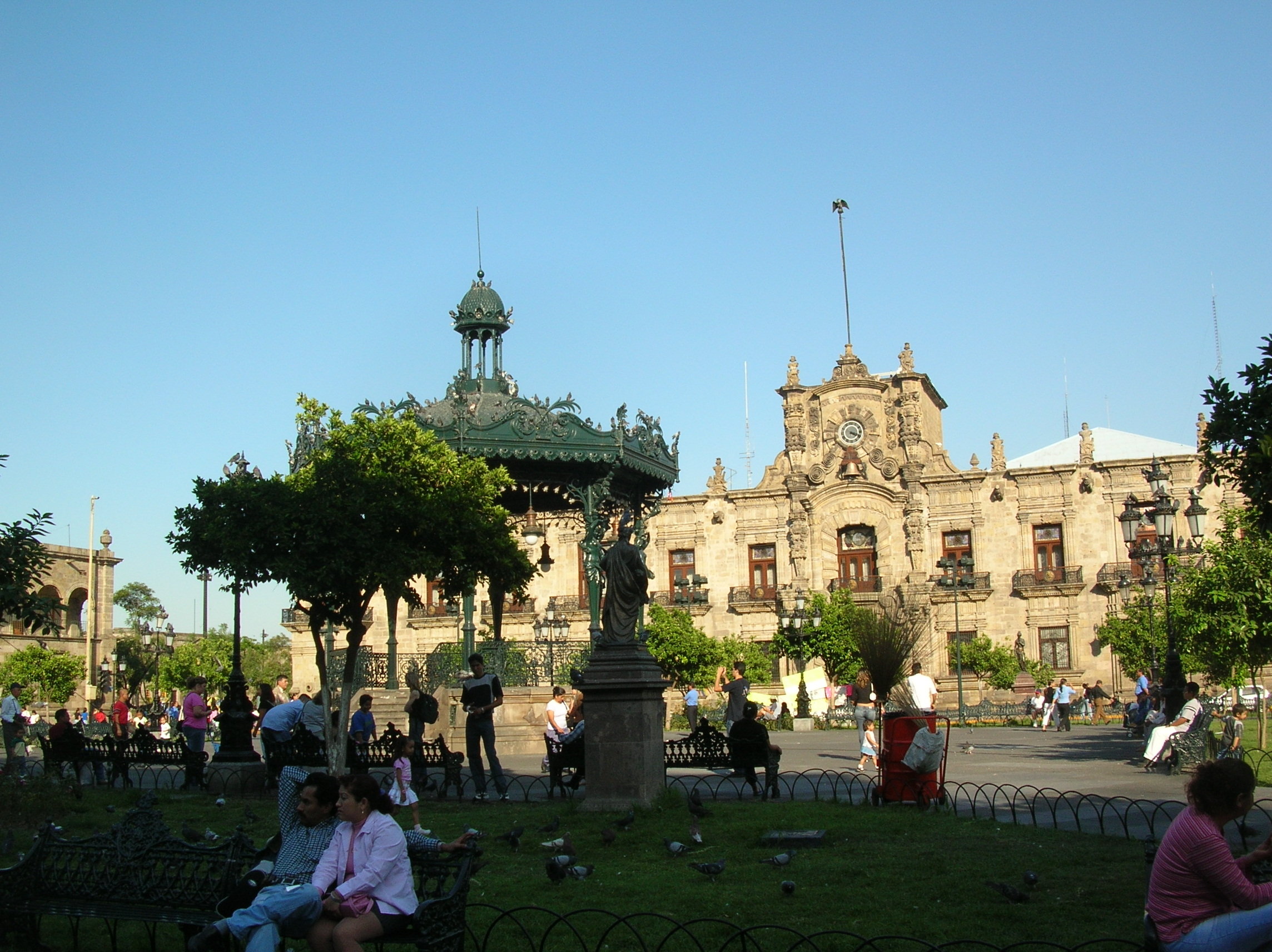
کاخ دولت
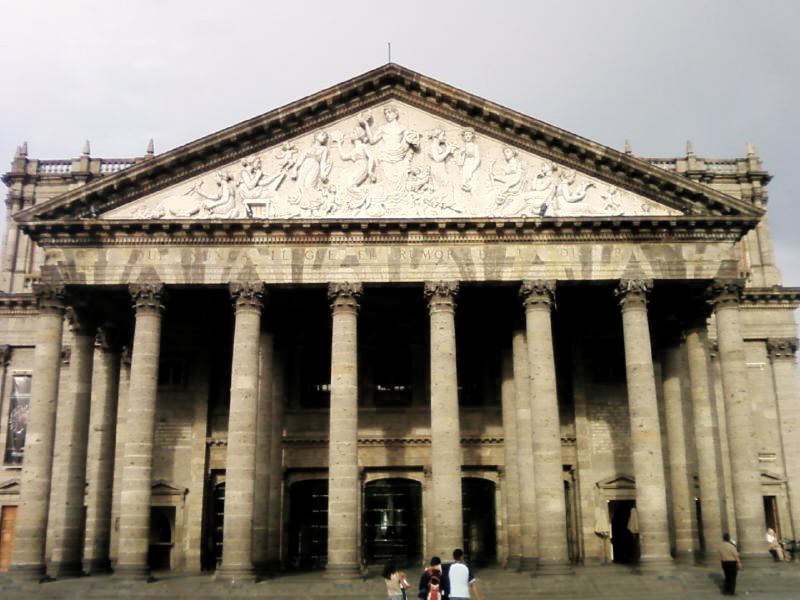
تاتر شهر (دلگادییو)
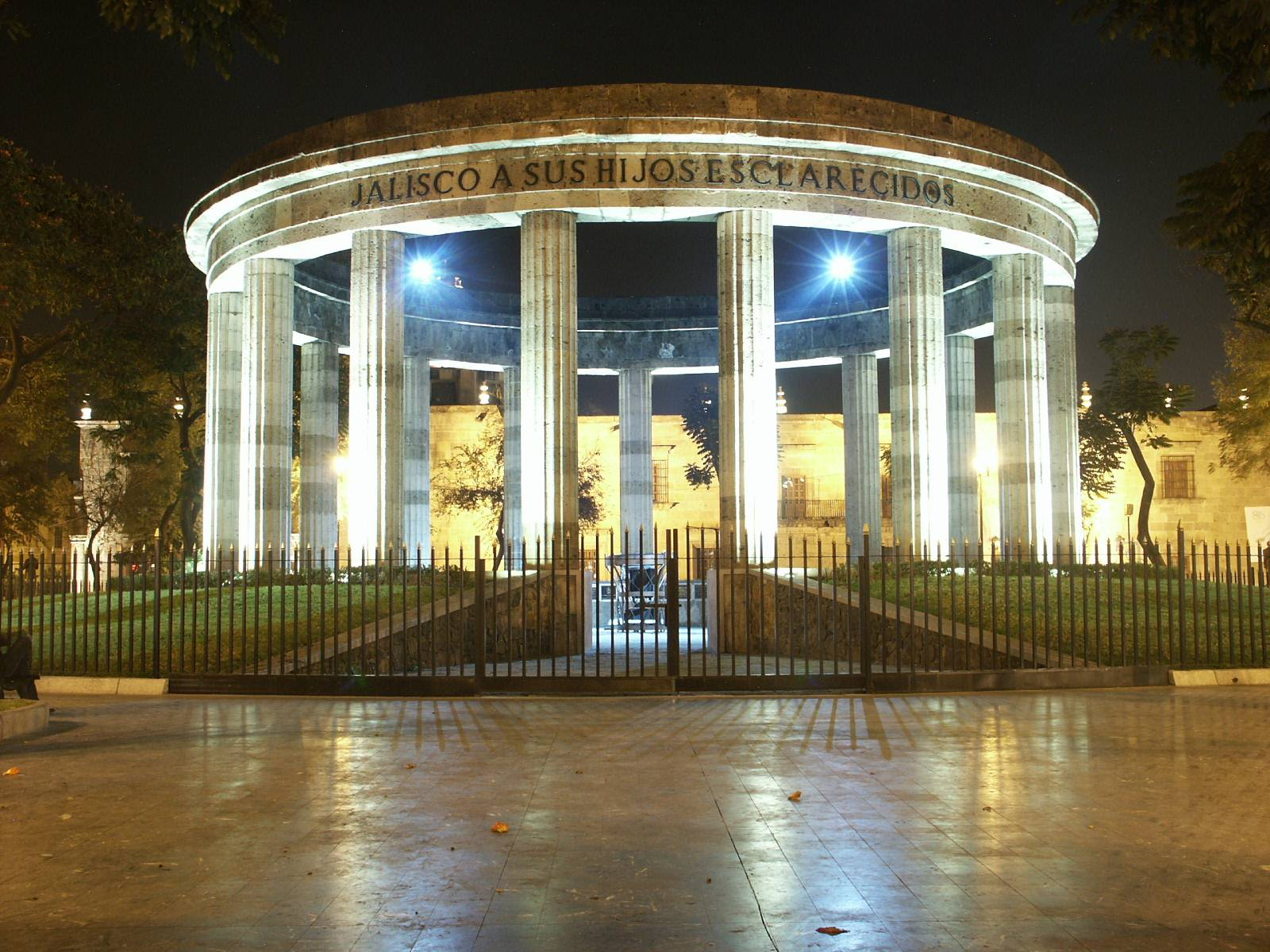
ساختمان یاد بود بزرگ مردان خالیسکو
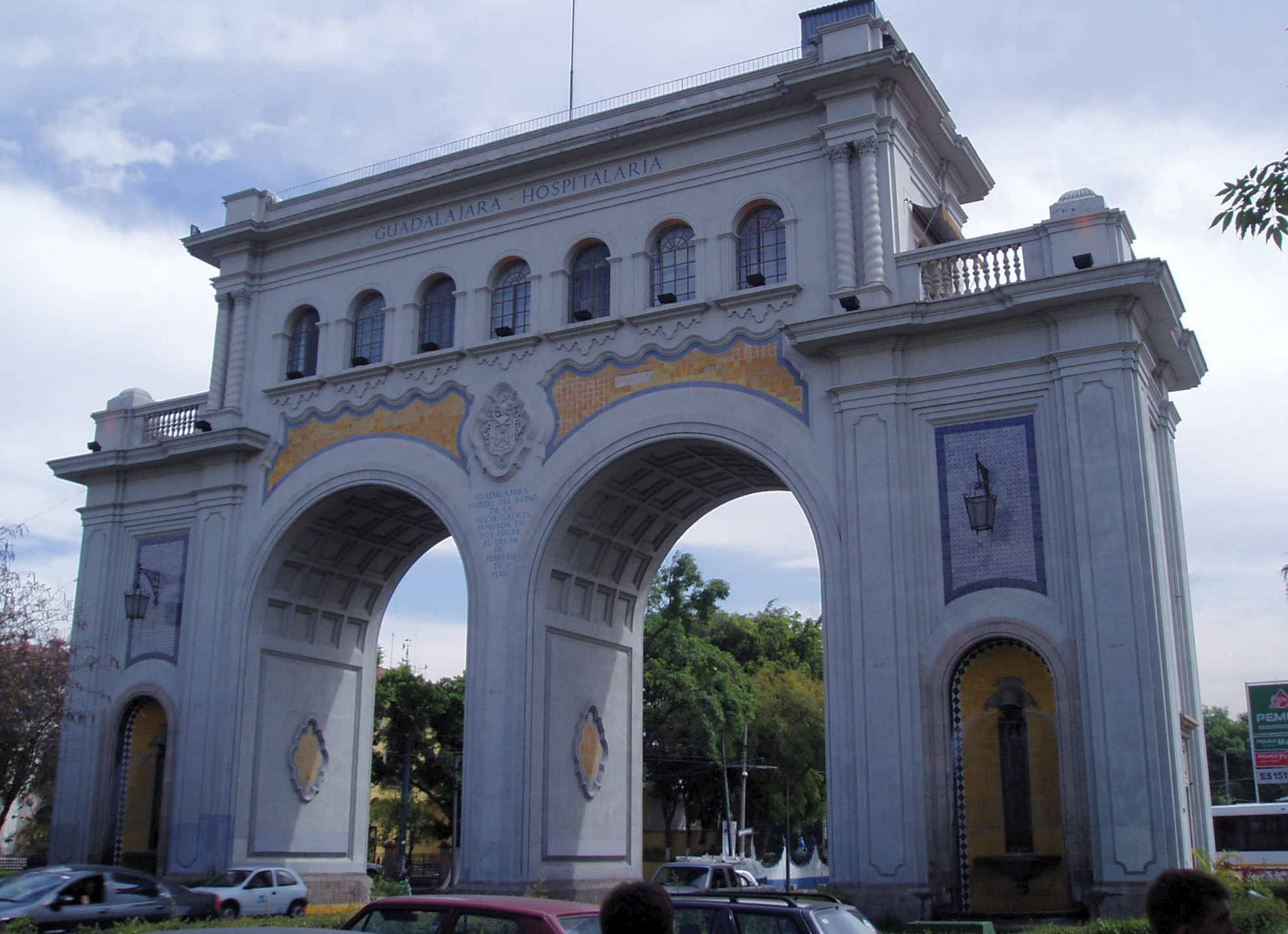
دروازهٔ گوادلاخارا
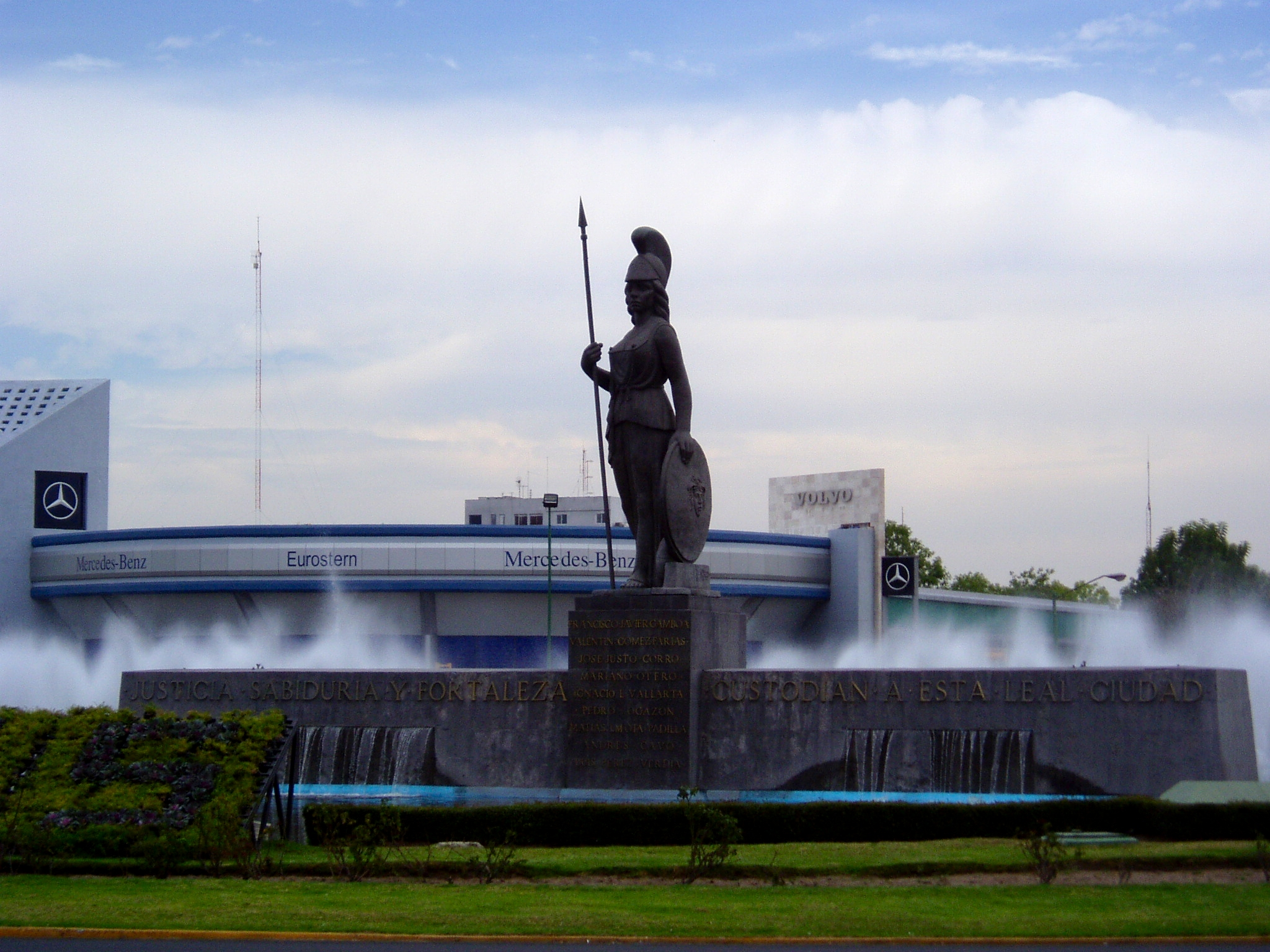
مجسمه "مینروا"
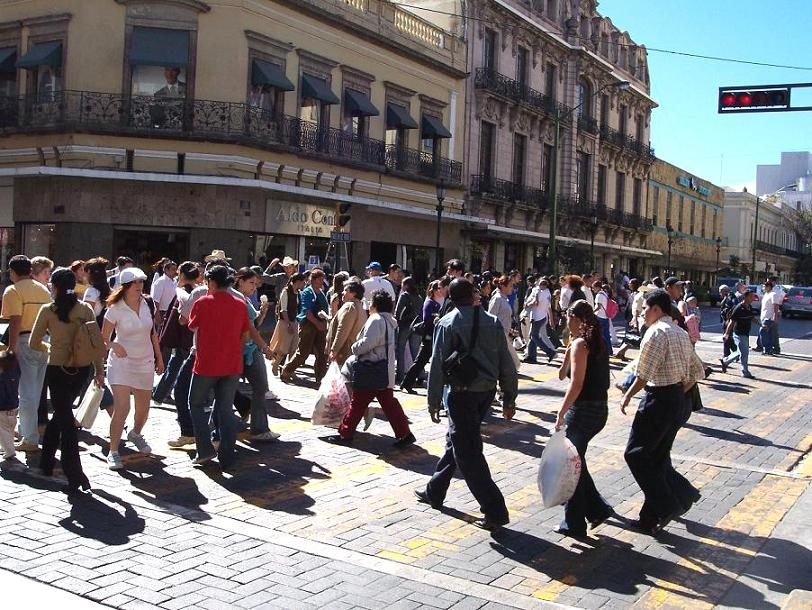
مرکز شهر